# Amphilochie
Amphilochie (en grec moderne : Αμφιλοχία) est un dème situé dans la périphérie de Grèce-Occidentale en Grèce. À la suite du programme Kallikratis, le dème actuel est issu de la fusion en 2011 entre les dèmes d'Amphilochie, d'Ínachos et de Menídi.

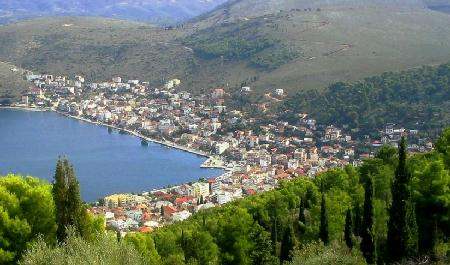
Amphilochie